# Regió de Los Ríos
Regió de Los Ríos és una de les setze regions de Xile. Limita al nord amb la regió de l'Araucanía, al sud amb la regió de Los Lagos i a l'est amb la Província del Neuquén (Argentina).